# Pörmitz

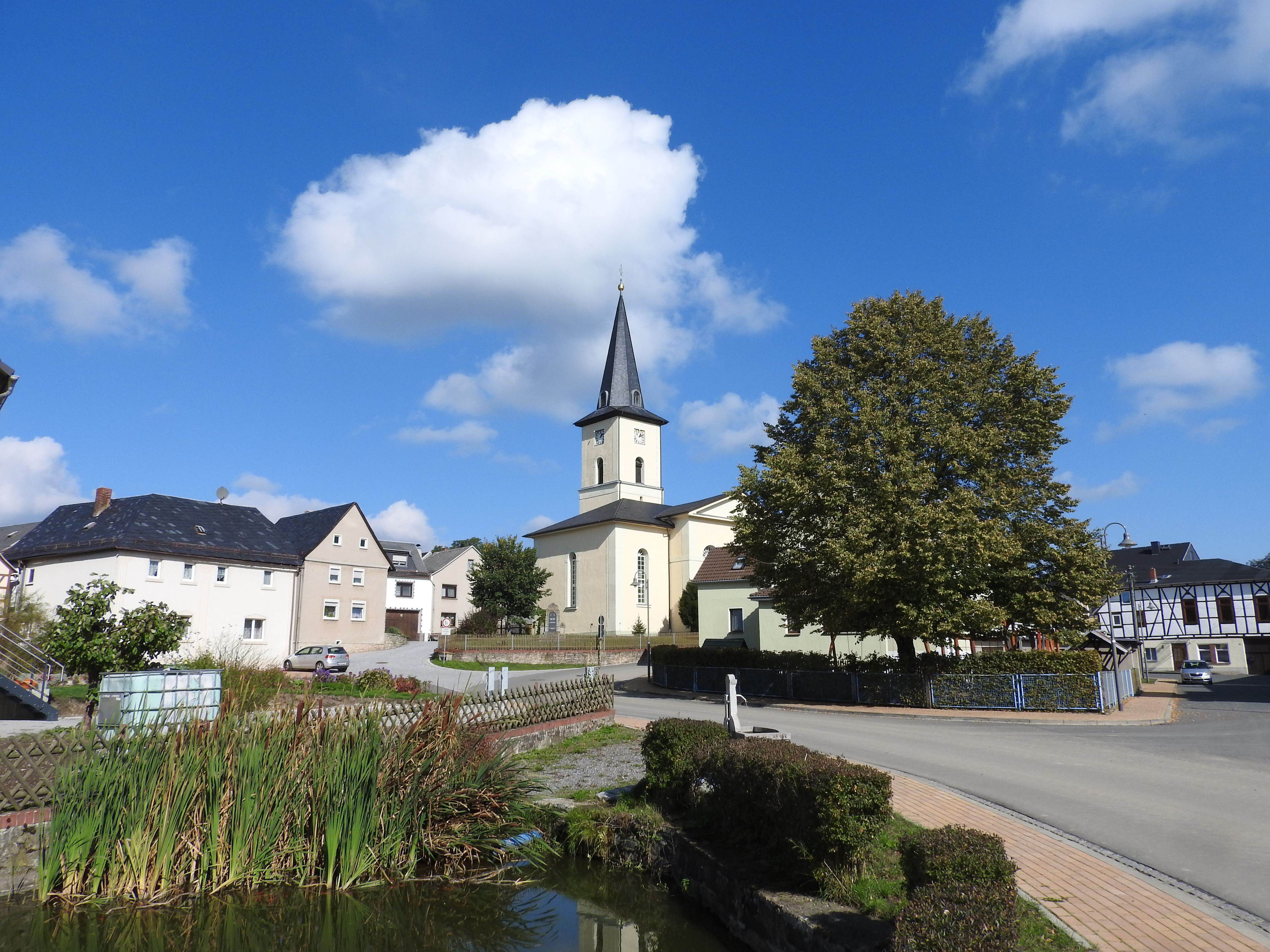
Im Ort

Pörmitz ist eine Gemeinde im thüringischen Saale-Orla-Kreis etwa 3 km nördlich der Kreisstadt Schleiz. Sie gehört zur Verwaltungsgemeinschaft Seenplatte.
Pörmitz wurde 1310 erstmals urkundlich erwähnt.
1832 wurde die alte Kirche abgerissen. Die neue klassizistische Kirche wurde bereits 1833 eingeweiht.

## Einwohnerentwicklung
Entwicklung der Einwohnerzahl (jeweils 31. Dezember):
| - 1994: 224 - 1995: 225 - 1996: 229 - 1997: 223 - 1998: 222 - 1999: 224 | - 2000: 221 - 2001: 224 - 2002: 227 - 2003: 224 - 2004: 223 - 2005: 222 | - 2006: 220 - 2007: 208 - 2008: 204 - 2009: 200 - 2010: 195 - 2011: 185 | - 2012: 185 - 2013: 176 - 2014: 172 - 2015: 167 - 2016: 161 - 2017: 165 | - 2018: 170 - 2019: 172 - 2020: 167 - 2021: 163 - 2022: 167 |

Datenquelle: Thüringer Landesamt für Statistik